# Chambre de commerce et d'industrie de l'Indre
La chambre de commerce et d'industrie de l'Indre est la CCI du département de l’Indre. Son siège est à Châteauroux au 24, place Gambetta.
Elle fait partie de la chambre de commerce et d'industrie de région Centre-val de Loire.

## Missions
À ce titre elle est un organisme chargé de représenter les intérêts des entreprises commerciales, industrielles et de service de l’Indre et de leur apporter certains services. C'est un établissement public qui gère en outre des équipements au profit de ces entreprises.
Comme toutes les CCI, elle est placée sous la double tutelle du ministère de l'Industrie et du ministère des PME, du Commerce et de l'Artisanat.

### Service aux entreprises
- Centre de formalités des entreprises
- Assistance technique au commerce
- Assistance technique à l'industrie
- Assistance technique aux entreprises de service
- Point A (apprentissage)

### Gestion d'équipements
- Zone industrielle aéroportuaire à Déols (ZIAP) ;
- Immobilier d'entreprise.

### Centres de formation
- Campus Centre : centre de formation professionnelle continue, par apprentissage, espace Emploi Compétences
- Centre de formation d'apprentis de la CCI Indre

## Pour approfondir